# Marc Cox (voetballer)
Marc Cox (15 februari 1967) is een Belgisch voormalig betaald voetballer die doorgaans speelde als libero. Hij was aanvoerder van de Kempense club KVC Westerlo toen zij, voor het eerst in haar bestaan, in 1997 de poort naar Eerste Klasse open beukte. Hij speelde daarnaast voor Dessel Sport, Witgoor Dessel en Mol Wezel. 

## Spelerscarrière
Cox begon zijn actieve carrière lokaal bij vierdeklasser Dessel Sport in 1985. Op 22-jarige leeftijd verkaste Cox naar de buren van Witgoor Dessel. Van daaruit kwam hij in het jaar 1991 bij derdeklasser KVC Westerlo terecht, nog steeds in eigen regio. Cox bleef er de volledige jaren negentig spelen en groeide er met de jaren ook uit tot een waar monument. Via eindronde zou Westel opklimmen naar de Tweede klasse in het eerste seizoen van sterkhouder Cox, het seizoen 1991–1992 onder trainer Jos Heyligen — die in de jaren 80 al speler-trainer was geweest. Na die prestatie namen trainers als Barry Hulshoff en Franky Dekenne over van Heyligen. In 1996 keert Heyligen dan een derde maal terug als trainer. Opnieuw verzekerde Westerlo zich via de eindronde. Ditmaal tegen Deinze, KSV Waregem en Denderleeuw met dank aan spelers als libero Cox en spelverdeler Rudi Janssens, Toni Brogno, Coen Burg, Ronny Van Rethy, Thomas Caers, doelman Patrick Rondags en draaischijf Benoît Thans. KVC Westerlo mocht zo voor het eerst in haar bestaan in de hoogste afdeling aantreden. Cox was de leider van de Westelse afweer.
Aanvoerder en libero Cox speelde 51 wedstrijden voor Westerlo in de Eerste klasse. In zijn laatste jaar miste hij het seizoensbegin met blessurelast. In zijn afwezigheid vulde Dirk Thoelen indertijd als libero het gat. Cox miste zo ook de stunt tegen titelpretendent Anderlecht dat weliswaar slecht aan het seizoen was begonnen onder Arie Haan, 6–0 in het najaar 1998. In mei 1999 verliet Cox de club na acht jaar. Zijn laatste wedstrijd was ook de allerlaatste wedstrijd uit de voetbalcarrière van Franky Van der Elst. Westerlo speelde op de laatste speeldag van het seizoen 1998–1999 uit bij Club Brugge en verloor 5–3. Cox speelde negentig minuten en Van der Elst scoorde vanop de strafschopstip. Cox keerde toen terug naar z'n eerste liefde, tweedeklasser Dessel Sport.

## Omkoopschandaal en schorsing
In de lente van 2000 werd Marc Cox genoemd in een gokaffaire samen met een ploegmaat bij Westerlo, de middenvelder Coen Burg. Beide spelers bekenden dat ze zich lieten omkopen om de uitwedstrijd van Westerlo van 18 april 1999 tegen degradatiekandidaat Kortrijk te verliezen, wat Westerlo deed met 4–2. De club kwam toen al vroeg 0–1 voor via spits Jochen Janssen, maar incasseerde een doelpunt laat in de eerste helft en twee wel erg gemakkelijke doelpunten vroeg in de tweede helft waarbij Cox zijn ploegmaat en verdediger Paul Franken tot een strafschopfout op de spits Andrej Demkin van KV Kortrijk dwong door niet tijdig in te grijpen en waarbij hij middenvelder Marc Van Britsom van Kortrijk liet oprukken tot zijn eigen achterlijn om vervolgens simpel te scoren. Zaalvoetballer John de Bever was tussenpersoon. Het brein achter de omkoping bleek een drugscrimineel die in zijn vrije tijd bezig was met voetbal en gokken. Cox werd twee en Burg drie jaar geschorst door de voetbalbond. Daarnaast kreeg Cox een voorwaardelijke celstraf van zes maanden opgelegd. Burg, die niet opgeroepen was voor de zaak, kreeg aanvankelijk bij verstek zes maanden effectieve celstraf, die na hoger beroep omgezet werd in voorwaardelijk. Cox sloot zijn carrière af bij Mol Wezel, dat bij zijn afscheid in 2005 in vierde klasse speelde.